# Ricardo Domingos Barbosa Pereira
Ricardo Domingos Barbosa Pereira (Lisboa, 6 de outubro de 1993) é um futebolista português que atua como lateral-direito. Atualmente joga no Leicester.

## Carreira
Ricardo começou a carreira no Vitória de Guimarães.

## Títulos
Vitória Guimarães
- Taça de Portugal: 2012–13

Porto
- Primeira Liga: 2017–18[2]

Leicester
- Copa da Inglaterra: 2020–21[3]
- Supercopa da Inglaterra: 2021
- EFL Championship: 2023–24

### Prêmios individuais
- Artilheiro da Taça de Portugal: 2012–13
- Jogador do Ano do Leicester: 2018–19